# Jonathan degli orsi
Pour plus de détails, voir Fiche technique et Distribution.
Jonathan degli orsi est un western spaghetti russo-italien réalisé par Enzo G. Castellari et sorti en 1994.

## Synopsis
La famille du jeune Jonathan Kowalski se fait assassiner par un groupe de bandits de grand chemin. Jonathan survit au bain de sang en se réfugiant dans un terrier d'ours. Là, il croise un jeune ours qui est également orphelin. Il grandit seul avec l'ours, avant d'être adopté par une tribu d'amérindiens dont le chef le traite comme son propre fils. Alors qu'il s'affirme dans la tribu et peut prétendre à l'amour de la belle squaw Shaya, le souvenir du massacre de sa famille le tiraille toujours. Bientôt, un riche magnat du pétrole, Fred Goodwin, decouvre une réserve pétrolière sur le terrain de la tribu et tente de l'en chasser par la force. Alors que Jonathan tente une lutte inégale face aux mercenaires de Goodwin, il est fait prisonnier par ces derniers qui le crucifient au clocher d'une église. Mais Jonathan est bientôt délivré par la fils d'esclaves africains...

## Fiche technique
Sauf indication contraire, les informations mentionnées dans cette section peuvent être confirmées par la base de données cinématographiques IMDb,  présente dans la section « Liens externes ».
- Titre original : Jonathan degli orsi[1] (litt. « Jonathan des Ours »)
- Titre russe : Джонатан – друг медведей[2] Dzhonatan - drug medvedey (litt. « Jonathan des Ours ») ou Месть - белого индейца (litt. « La Revanche de l'Indien blanc »)
- Titre anglais : Jonathan of the Bears (litt. « Jonathan des Ours »)
- Réalisation : Enzo G. Castellari
- Scénario : Lorenzo De Luca (it), Franco Nero
- Photographie : Mikhaïl Agranovitch
- Montage : Alberto Moriani (it)
- Musique : Alexandre Biliaev, Fabio Costantino, Clive Riche, Knifewing Segura
- Assistant à la réalisation : Rita Agostini, Andrea Girolami, Natalia Novik, Sabina Pariante, Tatiana Saulkina
- Décors : Marco Dentici (it), Marxen Gaukhman-Sverdlov
- Costumes : Paola Nazzaro (it)
- Effets spéciaux : Celeste Battistelli, Pavel Terekhov
- Production : Franco Nero, Vittorio Noia, Aleksandr Chkodo, Cesare Noia, Gabriel Safarian
- Sociétés de production : Project Campo J.V., Silvio Berlusconi Communications, Viva Cinematografica
- Pays de production :  Italie -  Russie
- Langue de tournage : anglais
- Format : Couleur - 1,85:1 - Son Dolby - 35 mm
- Durée : 121 minutes (2h01)
- Genre : Western spaghetti
- Dates de sortie :
  - France : 18 mai 1994 (Festival de Cannes 1994)
  - Russie : juin 1994[2]
  - Italie : 21 avril 1995

## Distribution
- Franco Nero : Jonathan Kowalski
- John Saxon : Fred Goodwin
- Floyd Westerman : Tawanka
- David Hess : Maddock
- Rodrigo Obregón : Kaspar
- Clive Riche : Le musicien
- Enio Girolami : Le mercenaire en noir avec Goodwin
- Bobby Rhodes (it) : Williamson
- Marie Louise Sinclair : La mère maquerelle du saloon
- Boris Khmelnitsky : Le mercenaire missionnaire
- Viktor Gajnov : Le grand mercenaire
- Knifewing Segura : Chatow
- Melody Robertson : Shaya
- Igor Alimov : Jonathan Kowalski, enfant

## Production
La production du film débute en 1993. C'est Franco Nero qui était en Russie qui est parvenu à conclure un accord entre un producteur moscovite et Silvio Berlusconi Communications en Italie. D'après Kevin Grant, le film est influencé par Danse avec les loups mais Nero insiste que le scénario du Jonathan degli orsi était déjà terminé avant qu'il n'entende parler du film de Kevin Costner. Nero a fait le voyage aux États-Unis pour demander à l'amérindien Floyd Westerman dit Red Crow, déjà présent dans la distribution de Danse avec les loups, de jouer dans son film. Nero a également contacté Knifewing Sigura pour qu'elle joue dans le film et qu'elle chante sur la bande originale du film. Jonathan degli orsi a été tourné intégralement en Russie, dans l'oblast de Moscou.
D'après le témoignage de l'acteur John Saxon, le film a été tourné dans une base militaire qui était encore opérationnelle. Le village de western qui a été construit, a été bâti avec du vrai bois. Les maisons du village avaient même de la plomberie et du courant électrique. Saxon déclare « Quand on tournait, on entendait parfois des bruits. C'était des soûlards qui venaient dormir dans une chambre d'une des bâtisses. Tout le monde pouvait venir dans cette base militaire. On y entrait comme dans un moulin sans que personne ne vienne nous contrôler. »

## Exploitation
Le film n'est pas sorti en salles en France mais il a été projeté au festival de Cannes 1994. Il n'est pas sorti en Italie avant avril 1995 où il a été un échec dans les salles. La sortie du film a été décalée après que les westerns américains Geronimo et Wyatt Earp, sortis à Noël, aient également fait des bides au box-office. Nero a jugé que Jonathan degli orsi a été distribué trop tard dans la saison, quand les Italiens vont moins au cinéma. Il impute aussi l'échec du film au fait que « dans sa première partie, le film fait film pour enfants, avec ce garçon et cet ours. Ce n'est que dans sa seconde partie que le film devient un véritable western italien. J'ai toujours dit à Castellari qu'il aurait dû couper 10 à 15 minutes de la première partie ».
D'après Grant, Jonathan degli orsi est le « dernier grand western européen ».